# Geosynclinetheorie
Een geosyncline is een in de 19e eeuw gebruikte verklaring voor de geologische structuur van gebergtes. Geosynclines zouden langgerekte zones zijn waar de aardkorst naar beneden beweegt, alvorens ze weer omhoog bewoog om een gebergte te vormen. Deze theorie werd onder andere geformuleerd door de Amerikaanse geoloog James Dwight Dana en was gebaseerd op ideeën van de stratigraaf James Hall. Geosynclines werden soms verklaard met het idee van een inkrimpende Aarde van Leopold von Buch. 

## Achtergronden
De Duitse geoloog Leopold von Buch (1774-1853) stelde dat de Aarde langzaam krimpt door afkoeling. Daardoor zou de korst een verschrompeld uiterlijk krijgen, als van een appel die te lang gelegen heeft. James Hutton (1726-1797) had eerder het principe van uniformitarianisme opgesteld, dat in tegenstelling was met het in die tijd algemeen aanvaarde catastrofisme. De Amerikaan James Dwight Dana en de Brit James Hall formuleerden vervolgens de geosynclinetheorie om de ligging van de gebergtes te verklaren.
In de 19e eeuw begonnen geologen met het bestuderen van de geologie van orogene gordels, de zones waarin gebergtes liggen of vroeger gebergtes lagen. Men ontdekte dat orogene gordels bestaan uit enorm dikke pakketten sedimentair gesteente. Deze sedimenten zijn overwegend in de zee afgezet. Een totale dikte van meer dan 10 km is niet ongebruikelijk. Ze liggen geplooid, gefolieerd en overschoven op elkaar. Deze observaties konden eigenlijk alleen verklaard worden als men aannam dat grote bewegingen in de aardkorst hadden plaatsgevonden. Aangezien het concept van bewegende continenten ("continentendrift") nog niet bekend was moest er een verklaring worden gevonden.
Zoals wel meer geleerden, zag Dana dat veel gebergtes langs de rand van een oceaan liggen. Vaak komt langs dezelfde rand veel vulkanisme voor, zoals de Ring van Vuur rondom de Grote Oceaan. Dana bedacht dat dit kwam doordat de korst onder de oceanen langzaam naar beneden zakt. Langs de grote breuken waarlangs dat gebeurt zou ook veel magma omhoog kunnen komen, wat het vulkanisme verklaart.

## Het idee van geosynclines
De theorie verklaarde nog niet waarom de pakketten sediment in gebergtes zo dik waren. Men wist al dat de oceanen gemiddeld niet meer dan een paar kilometer diep zijn, zodat de dikte van sedimentlagen geologen voor een probleem stelde. Hall vond hier een oplossing voor: de neerwaartse beweging van de korst vond alleen plaats in smalle stroken langs de randen van de oceaan, waar ook het meeste sediment afkomstig van de continenten, terecht zal komen. Deze zones van korstverzakking werden door Dana, die het idee overnam, "geosynclines" genoemd. Door de neerwaartse beweging van de korst zou ook veel magma horizontaal onder de geosynclines vandaan stromen, dit zou het vóórkomen van vulkanisme langs de randen van de oceanen verklaren.
In het begin van de 20e eeuw werd de theorie door Eduard Suess gebruikt om de vorming van de Alpen te verklaren. De theorie is tegenwoordig niet meer relevant in de geologie. Ervoor in de plaats is de theorie van de platentektoniek gekomen.

## Geosynclines tegenover platentektoniek
De theorie van de geosynclines was zo overtuigend, dat het idee tot in de jaren 60 standhield. Tegenwoordig is de platentektoniek algemeen aanvaard. Platentektoniek verklaart het voorkomen van grote horizontale bewegingen in gebergtes door het naar elkaar toe bewegen van twee tektonische platen, en het vóórkomen van vulkanisme langs de randen van een oceaan door subductie. Een vulkanische zone langs de rand van een continent (eigenlijk de rand van een plaat) wordt in het geval van de vorming van een vulkaanboog, back-arc vulkanisme genoemd. Dit doet zich onder andere voor in Griekenland en Indonesië. De vorming van een vulkanische keten zoals de Andes, wordt subductie-vulkanisme genoemd.